# Penhora fiscal
Uma penhora fiscal é um título tributário garantido por hipoteca emitido pelo condado de um estado americano para um imposto não pago por um proprietário de terra ou propriedade. Essas garantias fiscais são oferecidas pelos condados aos investidores para cobrar impostos atrasados. Uma escritura fiscal é uma escritura de terra ou propriedade que já é de propriedade do condado devido à dívida fiscal do proprietário e também é oferecida para venda pelo condado.
Devido aos avanços tecnológicos, agora é possível para qualquer investidor privado comprar online, de casa, penhora fiscal e/ou escritura fiscal em cerca de 180 condados.

## Base legal
O imposto sobre terras e propriedades (privadas e comerciais) estabelecido em cada estado dos Estados Unidos é a principal fonte de receita dos condados para financiar escolas, hospitais, bombeiros e polícia. Cada estado americano tem sua própria legislação. Essas leis diferem principalmente no valor da taxa de juros para o proprietário do imóvel e na duração do período de pagamento e do prazo de uma garantia fiscal.
As primeiras penhoras fiscais foram emitidas em 1798 e, portanto, foram baseadas em uma lei que foi introduzida há mais de 200 anos. Cerca de metade de todos os 50 estados dos Estados Unidos oferece garantias fiscais. Os estados clássicos de penhora fiscal são Oklahoma (8% a.a.), Arizona (16% a.a.), Iowa (24% a.a.), Maryland (18% por semestre), Illinois (18% por semestre). Há também estados com escritura fiscal, estados híbridos e estados com escritura resgatável.

### Estados com escrituras fiscais
Nos estados com escrituras fiscais, os condados retêm os ônus fiscais e aguardam para ver se o devedor cumpre suas obrigações. Se não o fizer, o condado inicia o processo de execução. Muitos condados oferecem essa propriedade pelo equivalente à dívida pendente, ou seja, menos de 10% do valor de mercado atual; em estados como Nova Iorque, os preços de leilão geralmente ultrapassam 60% do valor de mercado. Os estados com escrituras fiscais incluem a Califórnia e Nova Iorque.

### Estados híbridos
Os estados híbridos são estados federais que oferecem as duas soluções, tanto penhoras fiscais quanto escrituras fiscais. Nesses estados, a participação do OTC (over the counter) é bastante alta, de modo que, além dos leilões clássicos, você tem a oportunidade de comprar propriedades interessantes a um preço muito atraente. Um estado híbrido clássico é a Flórida, por exemplo (18% ao ano).

### Escrituras resgatáveis
Escrituras resgatáveis significam que, após a compra de uma propriedade (análoga às escrituras fiscais), o devedor ainda tem, por exemplo, 2 anos para quitar suas dívidas após assumir a propriedade. Isso é interessante porque os gravames fiscais clássicos geralmente custam algumas centenas ou milhares de dólares (é claro que não há limites máximos), mas com as escrituras resgatáveis o investidor adquire uma propriedade por vários US$ 10.000 e recebe juros sobre esse valor de investimento. Um estado resgatável é o Texas (25% ao ano).

## Processo de vendas
Se um devedor de impostos pagar seus impostos com atraso, o condado tem o direito de emitir uma garantia fiscal e oferecê-la aos investidores em leilões. Esse título tributário tem prioridade sobre todos os outros ônus, como uma hipoteca bancária. Se o devedor do imposto pagar seu imposto dentro do período de resgate concedido, um imposto de penalidade adicional será devido, cujo valor varia de estado para estado. O titular da penhora fiscal é então reembolsado pelo valor da penhora fiscal e do imposto de multa pelo condado. Se a dívida tributária não for paga dentro do período legal de reembolso, o detentor da garantia fiscal poderá solicitar a execução judicial e, assim, tornar-se o proprietário do terreno ou da propriedade. Em alguns estados, no entanto, as escrituras fiscais são vendidas em vez de penhoras fiscais. Se um devedor de impostos não tiver pago seu imposto dentro do período especificado, o condado se torna o proprietário do terreno ou da propriedade. Esses condados, então, vendem o título (escrituras fiscais) a investidores e o investidor se torna o proprietário da propriedade.
O período de reembolso do imposto não pago no prazo é regulamentado em cada estado federal dos Estados Unidos. Esse período varia de 120 dias a cinco anos, dependendo do estado. Uma vez expirado o período de resgate, todo detentor de penhora fiscal tem a opção de iniciar o "processo de execução hipotecária" (transferência de propriedade) para fazer valer suas reivindicações contra o devedor do imposto. Para isso, um advogado deve ser chamado para redigir todos os documentos necessários e legalmente reconhecidos. Como uma penhora fiscal tem a primeira prioridade por lei, todos os outros credores perdem seus créditos. Uma vez concluído esse processo, o investidor recebe os direitos de propriedade do imóvel. Se houver várias penhoras em uma propriedade, o primeiro credor terá o direito de realização e também deverá pagar os outros detentores de penhoras fiscais (taxa anual do terreno mais juros acumulados, taxas, se aplicável).
O retorno de um investimento em ônus fiscais dos Estados Unidos é gerado pelo imposto de penalidade estatutário e está entre 8% e 36% ao ano. O rendimento das escrituras fiscais pode ser muito maior, pois os condados oferecem escrituras fiscais em leilão pelo valor dos impostos atrasados mais multas e taxas. Essas terras e propriedades podem ser vendidas por investidores a preço de mercado após a compra. As propriedades podem ser alugadas e proporcionar um retorno estável sobre o investimento.

## Leilões
As penhoras fiscais e as escrituras fiscais são vendidos em leilões realizados localmente no escritório do condado em datas definidas ou por meio de leilões on-line. Os investidores fora dos Estados Unidos só podem investir por meio de leilões on-line.
Dependendo do estado, há um procedimento definido pelo qual os leilões são conduzidos e ao qual os investidores devem aderir estritamente.

### Lance abaixo dos juros / Lance no menor rendimento aceitável
Dependendo do estado, o rendimento máximo possível é fixado. No leilão, o licitante com a oferta mais baixa recebe o contrato. Exemplo: o rendimento máximo é de 18% e os licitantes podem fazer lances para baixo em incrementos de 0,25%, em alguns estados até 0%. Se vários investidores oferecerem o mesmo valor, por exemplo, o lote decide ou a licitação continua com um procedimento de rotação.
No entanto, também há exceções, como na Flórida, onde o licitante que ofereceu 0,25% também recebe um retorno mínimo de 5%.

### Lance Premium
Com esse método, o investidor com o lance mais alto para o valor da penhora fiscal ganha o lance. Às vezes, recebe-se um retorno sobre esse prêmio, mas, na maioria dos casos, não e, portanto, essa "sobretaxa de prêmio" reduz o retorno total.

### Seleção aleatória
Com esse método, o primeiro licitante que pode fazer um lance é selecionado por sorteio ou por computador. Em municípios menores com leilões ao vivo, isso também é feito pelo leiloeiro.

### Seleção rotativa
Nesse método, o licitante/investidor com o lance número 1 é o primeiro a ter a oportunidade de fazer um lance no lote fiscal nº 1. Se o licitante nº 1 não apresentar um lance, o licitante nº 2 é convidado a apresentar um lance. Se a dívida tributária for vendida ou se nenhum licitante apresentar uma proposta, o licitante nº 2 será o próximo a ter a oportunidade de fazer uma proposta para a dívida tributária nº 2, e assim por diante. Com esse método, o licitante não tem influência sobre quais penhora fiscal podem ser licitados.

### Faça uma oferta pela menor porcentagem de propriedade do imóvel
O investidor que estiver disposto a aceitar a menor porcentagem de ônus sobre o imóvel recebe o ônus fiscal. Esse método é usado somente em alguns estados, como Iowa. Portanto, se um investidor oferecer 50% do título e receber a penhora fiscal e a penhora fiscal não for paga dentro do período de resgate, o licitante receberá apenas 50% do título da propriedade e 50% permanecerão com o proprietário. Esse método geralmente requer o envolvimento de advogados e, portanto, é caro e complicado de processar.
As penhoras fiscais que não são vendidas em leilão tornam-se propriedade do condado. Em alguns estados, esses gravames fiscais podem ser comprados diretamente do condado nas chamadas vendas OTC (over-the-counter). Outros estados vendem esses gravames fiscais no próximo leilão.

## Vantagens de um investimento em escritura fiscal
Se um devedor de impostos não pagar o imposto sobre a propriedade dentro do período de resgate permitido, a propriedade ou o terreno se torna propriedade do condado por lei. Essas propriedades são vendidas em leilão público, tanto no local, no prédio do governo, quanto em leilões on-line. O preço mínimo oferecido pela propriedade consiste em todas as obrigações fiscais mais juros mais qualquer imposto de penalidade mais todos os direitos e taxas associados à venda. O licitante com o lance mais alto vence a venda. Dependendo da concorrência nas vendas, as propriedades podem ser adquiridas por um valor muito abaixo do valor de mercado atual. Se essas propriedades forem vendidas no mercado aberto, é possível obter retornos de dois dígitos com muita facilidade. Outra alternativa é alugar a propriedade, pois isso pode gerar renda passiva adicional.

## Desafios dos investimentos em penhora fiscal e escritura fiscal

### Normas legais
Cada estado federal tem suas próprias regras específicas para o processo de venda de tax lien ou tax deed. Essas normas devem ser rigorosamente cumpridas. Na maioria dos casos, o não cumprimento pode resultar na perda total do investimento.

### Regulamentos do leilão
O pagamento do ônus fiscal ou da escritura fiscal é definido com precisão em termos de tipo (dinheiro, cheque, transferência bancária), dia e horário. Se isso não for feito, poderá resultar na perda do pagamento antecipado e da reivindicação.

### Liquidação do título/esclarecimento de reivindicações externas
Todas as reivindicações externas devem ser liquidadas, no máximo, após a compra de uma escritura fiscal. Isso é necessário porque só é possível fazer um seguro depois que todas as reivindicações externas tiverem sido esclarecidas e resolvidas. Esse seguro é necessário para que seja possível vender a propriedade no mercado aberto. As reivindicações das autoridades do governo estadual (autoridades fiscais etc.) sempre têm prioridade e devem ser honradas.

### Validade das garantias fiscais
Cada garantia fiscal tem um período de validade legal (7 anos, 10 anos, etc.). Se o detentor da garantia fiscal não solicitar uma execução hipotecária dentro desse período, a garantia fiscal se tornará irrevogavelmente sem valor após a expiração desse período.